# USS John D. Edwards (DD-216)
Za druga plovila z istim imenom glejte USS John D. Edwards.
USS John D. Edwards (DD-216) je bil rušilec razreda Clemson v sestavi Vojne mornarice Združenih držav Amerike.
Rušilec je bil poimenovan po Johnu D. Edwardsu.